# Kirowiec
Kirowiec (ros. Кировец) – osiedle w Rosji, w obwodzie wołgogradzkim, w rejonie sriednieachtubińskim. W 2021 liczyło 776 mieszkańców.